# Gospodična (album)
Gospodična je eden najuspešnejših albumov ansambla Tonija Verderberja, saj je bil izdan v zlati nakladi. Album ima ime po njegovi prvi skladbi. Skladba Vrni se je bila posneta v studiu Helidon, njen producent pa je bil Boris Kovačič. Vse ostale skladbe so bile posnete v studiu Metulj, njihov producent pa je bil Marjan Turk. Velika uspešnica albuma je skladba Kruh ponoči spi, za katero je besedilo napisal Ivan Sivec. Album je bil izdan kot CD plošča in avdiokaseta pri založbi Sraka. To je njihov osmi studijsk album.
Fotografijo za naslovnico albuma je fotografiral Marko Klinc.
Glavni vokal in harmoniko je snemal Toni Verderber, spremljevalni vokal in ritem kitaro Jože Kastelec, bas kitaro Pavel Šterk in tamburico Borut Klobučar.

## Seznam pesmi
1. »Gospodična« (T. Verderber, T. Gašperič) - 3:20
2. »Sprehajam se v dežju« (T. Verderber,F. Požek) - 2:53
3. »Pričakovanje« (T. Verderber, T. Gašperič) - 2:37
4. »Coprnca« (T. Verderber, T. Gašperič) - 2:30
5. »Nihče ne ve« (T. Verderber, F. Požek) - 2:40
6. »Kruh ponoči spi« (T. Verderber, I. Sivec) - 2:53
7. »Jesenska žlahta« (T. Verderber, T. Gašperič) - 3:02
8. »Žarek spomina« (T. Verderber, T. Gašperič) - 2:30
9. »Reka najine ljubezni« (T. Verderber, F. Požek) - 2:48
10. »Stopinje v snegu« (T. Verderber, T. Gašperič) - 2:50
11. »Fantovska« (T. Verderber, T. Gašperič) -3:07
12. »Vrni se« (T. Verderber, F. Požek) - 3:17
13. »Na veselici« (T. Verderber) - 2:02